# Tiphia pulchaukiae
Tiphia pulchaukiae (лат.) — вид ос рода Tiphia из семейства Tiphiidae (Hymenoptera). Индия и Непал. Назван по типовому месту обнаружения (Pulchauki, Катманду, Непал)

## Описание
Жалящие перепончатокрылые. Длина тела около 5,6—8,0 мм. Верхняя часть лба с рассеянными точками, нижняя часть лба с близко расположенными точками; мандибулы с преапикальным зубцом; срединное расширение наличника выемчатое; дорсальная сторона переднеспинки с отчетливым поперечным килем; дорсальная сторона проподеума за пределами ареолы сетчатая; метасома без заметных рядов темно-оранжевых щетинок; маргинальная ячейка переднего крыла отчетливо меньше второй кубитальной ячейки в апикальном расширении. Личинки предположительно, как и близкие виды, паразитируют на пластинчатоусых жуках (Scarabaeidae, Rutelidae, Cetoniinae). Вид был впервые описан в 1975 году американским энтомологом Гарри Виллисом Алленом (1892—1981), а его валидный статус подтверждён в 2022 году.